# Stanisław Grędziński
Stanisław Grędziński   (Ostrzyca, Lublin Voivodeship, 19 d'octubre de 1945 - 19 de gener de 2022) fou un atleta polonès, especialista en els 400 metres, que va competir durant la dècada de 1960.
En el seu palmarès destaquen tres medalla al Campionat d'Europa d'atletisme, dues d'or el 1966 en els 400 metres i 4x400 metres, i una de bronze el 1969 en els 400 metres. Al Campionat d'Europa en pista coberta de 1970 guanyà una medalla de plata en els 400 metres. Guanyà el campionat polonès dels 400 metres de 1966 i 1969. Formà part de l'equip polonès que millorà el rècord europeu dels 4x400 metres el 1968.
El 1968 va prendre part en els Jocs Olímpics d'Estiu de Ciutat de Mèxic, on fou quart en la prova dels 4x400 metres del programa d'atletisme.

## Millors marques
- 100 metres. 10.5" (1965)
- 200 metres. 21.0" (1968)
- 400 metres. 45,83" (1969)[3]